# 重齿槭
重齿槭（学名：Acer duplicatoserratum）为槭树科槭属下的一个种。

## 扩展阅读
- 維基物種上的相關：重齿槭